# 卡帕哈山
18°10′27″S 68°21′13″W / 18.17417°S 68.35361°W
卡帕哈山（Qhapaqa），是玻利維亞的山峰，位於該國奧魯羅省的薩亞馬省，處於亞雷塔尼山以南和喬克爾卡米里山東南面，屬於安第斯山脈的一部分，海拔高度5,056米。